# Théorème de Crocco
Le théorème de Crocco en mécanique des fluides exprime la relation entre vorticité, enthalpie et entropie. Il a été établi par Luigi Crocco en 1937. Il avait été précédemment énoncé par Alexander Friedmann dans un cas particulier en 1922.

## Énoncé
Pour un écoulement non visqueux, l'enthalpie totale est reliée à l’enthalpie massique et à la vitesse  :
{\displaystyle h+{\frac {V^{2}}{2}}=h_{0}}
où h est l'enthalpie massique, h0 l'enthalpie d'arrêt (ou enthalpie génératrice) et V la vitesse. On en déduit
{\displaystyle \nabla h+\nabla \left({\frac {V^{2}}{2}}\right)=\nabla h_{0}}
Par ailleurs la relation thermodynamique liant l'enthalpie à l'entropie S, la température T, la masse volumique ρ et la pression p permet d'écrire
{\displaystyle \nabla h=T\nabla S+{\frac {\nabla p}{\rho }}}
En l'absence de force extérieure l'équation de quantité de mouvement s'écrit :
{\displaystyle (\mathbf {V} \cdot \nabla )\mathbf {V} =-{\frac {\nabla p}{\rho }}}
On a l'identité suivante, faisant apparaître le vecteur tourbillon  {\displaystyle \mathbf {\Omega } ={\frac {1}{2}}\mathbf {\nabla } \times \mathbf {V} }
{\displaystyle (\mathbf {V} \cdot \nabla )\mathbf {V} =\nabla \left({\frac {V^{2}}{2}}\right)-\mathbf {V} \times \mathbf {\Omega } }
En réunissant les expressions précédentes on peut écrire
{\displaystyle \mathbf {V} \times \mathbf {\Omega } =\nabla h_{0}-T\nabla S}
Cette expression est l'une des formes possibles du théorème de Crocco.

## Interprétation pour un écoulement isenthalpique
Si l'on suppose un écoulement isenthalpique (ce qui est souvent le cas en aérodynamique), l'enthalpie totale h0 est alors constante et le gradient est égal à zéro : {\displaystyle \nabla h_{0}=0}.
L'entropie et le vecteur tourbillon sont alors directement reliés par : {\displaystyle \mathbf {V} \times \mathbf {\Omega } =-T\nabla S}
Ainsi, si un écoulement est isentropique et isenthalpique alors il est également irrotationnel. L'inverse est également valide, un écoulement irrotationnel et isenthalpique est isentropique.
En revanche, si un écoulement isenthalpique n'est pas isentropique (comme derrière une onde de choc droite en régime supersonique) alors l'écoulement est rotationnel.